# Jenesano (kommun)
Jenesano är en kommun i Colombia.   Den ligger i departementet Boyacá, i den centrala delen av landet, 110 km nordost om huvudstaden Bogotá. Antalet invånare är 7 436.